# Maffei 1
Maffei 1 ist eine elliptische Riesengalaxie im Sternbild der Kassiopeia. Hielt man sie einst für ein Mitglied der Lokalen Gruppe, ist die Galaxie inzwischen bekannt dafür, ein Teil einer eigenen Galaxiengruppe der Maffei-Gruppe zu sein.
Sie wurde nach dem Astronomen Paolo Maffei benannt, der sie im Jahr 1967 zusammen mit ihrer Nachbargalaxie Maffei 2 mittels ihrer Emission von Infrarotstrahlung entdeckte.
Maffei 1 besitzt einen leicht abgeflachten Nucleus, eine kastenartige Form und besteht hauptsächlich aus alten metallreichen Sternen. Im inneren, kleinen, blauen Kern der Galaxie entstehen jedoch immer noch Sterne. Wie alle elliptischen Galaxien hat auch Maffei 1 eine signifikante Anzahl an Kugelsternhaufen. Sie befindet sich in einer Entfernung von etwa drei bis vier Megaparsec (ca. 9,8 bis 13,1 Millionen Lichtjahre) von unserer Milchstraße. Sie ist damit wahrscheinlich die uns am nächsten gelegene Riesengalaxie.
Maffei 1 liegt in der galaktischen Ebene der Milchstraße in der sogenannten Zone of Avoidance, bekannt dafür, den Hintergrund durch eine hohe Zahl an Sternen und interstellaren Staub zu verdecken. Hätten wir freie Sicht auf Maffei 1, wäre sie wohl die größte, mit etwa dem dreiviertelten Durchmesser des Mondes, die hellste und auch bekannteste Galaxie am Nachthimmel.
Im optischen Bereich kann sie bei einem sehr dunklen Himmel mit Teleskopen ab etwa 30 Zentimeter Öffnung beobachtet werden.

## Entdeckung
Der italienische Astronom Paolo Maffei war einer der Pioniere der Infrarotastronomie. In den 50er und 60er Jahren des 20. Jahrhunderts benutzte er chemisch hypersensibilisierte Eastman Emulsionen I-N, um hochqualitative Bilder von Himmelsobjekten im nahinfraroten Teil des Spektrums (I-Band 680–880 nm) zu erlangen.
Um diese Hypersensibilisierung zu erreichen, tauchte er sie für 3 bis 5 Minuten in eine 5 % Ammoniak-Lösung. Diese Vorgehensweise erhöhte ihre Empfindlichkeit um eine ganze Größenordnung. Zwischen 1957 und 1967 beobachtete Maffei mit dieser Technik viele unterschiedliche Himmelsobjekte, wie z. B. Kugelsternhaufen und Planetarische Nebel. Einige von diesen Objekten waren auf Aufnahmen im blauen Licht (B-Band 250–500 nm) überhaupt nicht sichtbar.
Die Galaxie Maffei 1 wurde dann auf einer hypersensibilisierten I-N Fotoplatte entdeckt, die am 29. September 1967 mit einem Schmidt-Teleskop am Osservatorio Astrofisico di Asiago aufgenommen wurde. Paolo Maffei fand Maffei 1 zusammen mit ihrer direkten Nachbarspiralgalaxie Maffei 2, während er eigentlich die Aufnahmen nach diffusen Nebeln und T-Tauri-Sternen durchsuchte.
Das Objekt besaß eine scheinbare Größe von 50 Bogensekunden auf der Nahinfrarotaufnahme, war aber auf einer entsprechenden Aufnahme im Blauen überhaupt nicht sichtbar.
Das Spektrum besaß jedoch weder Emissions- noch Absorptionslinien. Später konnte auch noch gezeigt werden, dass sie auch im Radiobereich nahezu keine Aktivitäten zeigte. Im Jahr 1970 vermutete Hyron Spinrad dann als Erster, dass Maffei 1 eine uns nahegelegene stark abgeschirmte elliptische Riesengalaxie sei.
Maffei 1 würde unter die 10 hellsten Galaxien am nördlichen Nachthimmel fallen, wenn sie nicht durch unsere Milchstraße bedeckt werden würde.
Aufgrund ihrer Lichtschwäche in optischen Aufnahmen, benötigt man zur visuellen Beobachtung von Maffei 1 mindestens ein Teleskop von 30 bis 35 Zentimeter Öffnung, hochqualitative, exakte Sternenkarten und einen sehr dunklen Nachthimmel.

## Entfernung
Maffei 1 ist lediglich 0,55° von der galaktischen Ebene entfernt und liegt damit mitten in der sogenannten Zone of Avoidance. Sie unterliegt damit einer Extinktion von 4,7 Magnituden (einem Faktor von etwa 1/70) im Visuellen. Hinzu kommt noch die Störung durch Myriaden von schwachen Vordergrundsternen der Milchstraße, die leicht mit den Sternen von Maffei 1 verwechselt werden können. Dies macht eine genaue Entfernungsbestimmung besonders schwierig.
1971 schon bald nach ihrer Entdeckung, schätzte Hyron Spinrad die Entfernung zu etwa 1 Mpc ab, was sie innerhalb der Lokalen Gruppe platziert hätte. Im Jahr 1983 musste dieser Schätzwert von Ronald Buta und Marshall McCall bereits auf (2,1 ± {\displaystyle _{0,8}^{1,3}}) Mpc korrigiert werden. Sie benutzten hierfür die allgemeine  Beziehung von Helligkeit zu Geschwindigkeitsdispersion innerhalb elliptischer Galaxien.
Diese Distanz platzierte Maffei 1 eindeutig außerhalb unserer Lokalen Gruppe, allerdings noch nahe genug, um jene in der Vergangenheit durchaus beeinflusst haben zu können.
1993 benutzten Gerard Luppino und John Tonry die Fluktuationen der Oberflächenhelligkeit, um neue Schätzwerte von (4,15 ± 0,5) Mpc zu erhalten. Im Jahr 2001 dann konnten Tim Davidge und Sidney van den Bergh mit adaptiver Optik die hellsten Einzelsterne des asymptotischen Riesenasts in Maffei 1 auflösen und somit eine Entfernung von (4,4 ± {\displaystyle _{0,5}^{0,6}}) Mpc herleiten.
Die aktuelle Bestimmung der Entfernung basiert auf einer rekalibrierten Helligkeits-Geschwindigkeitsdispersions-Beziehung für elliptische Galaxien und aktualisierter Extinktion und kommt auf (2,85 ± 0,36) Mpc. Fasst man alle Messergebnisse zusammen, kommt man im Mittel auf eine Entfernung von (3,32 ± 0,72) Mpc.
Die größeren Entfernungen größer als 3 Mpc, welche in den letzten 20 Jahren hergeleitet wurden, bedeuten gleichzeitig, dass Maffei 1 nie nahe genug war, um die Dynamik der Lokalen Gruppe signifikant zu beeinflussen.
Maffei 1 entfernt sich von unserem Sonnensystem mit einer Geschwindigkeit von etwa 66 km/s. Die Fluchtgeschwindigkeit in Bezug zum Schwerpunkt der Lokalen Gruppe beläuft sich auf 297 km/s, einer Geschwindigkeit entsprechend dem entfernungsabhängigen Wert der Expansion des Universums dieser Galaxie.

## Eigenschaften

### Größe und Form

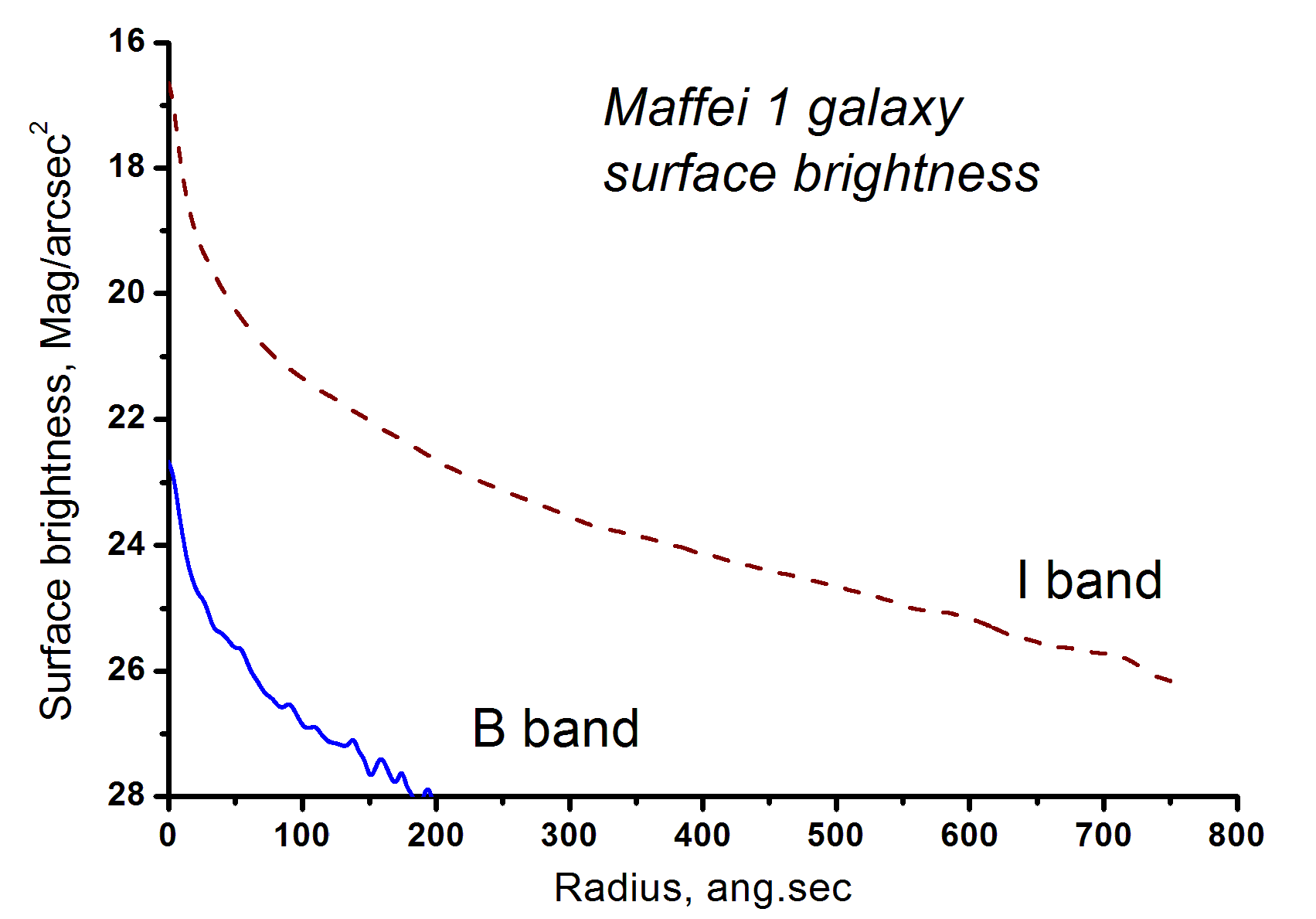
Das Oberflächenhelligkeit-Profil von Maffei 1 im blauen B-Band und im nahinfraroten I-Band

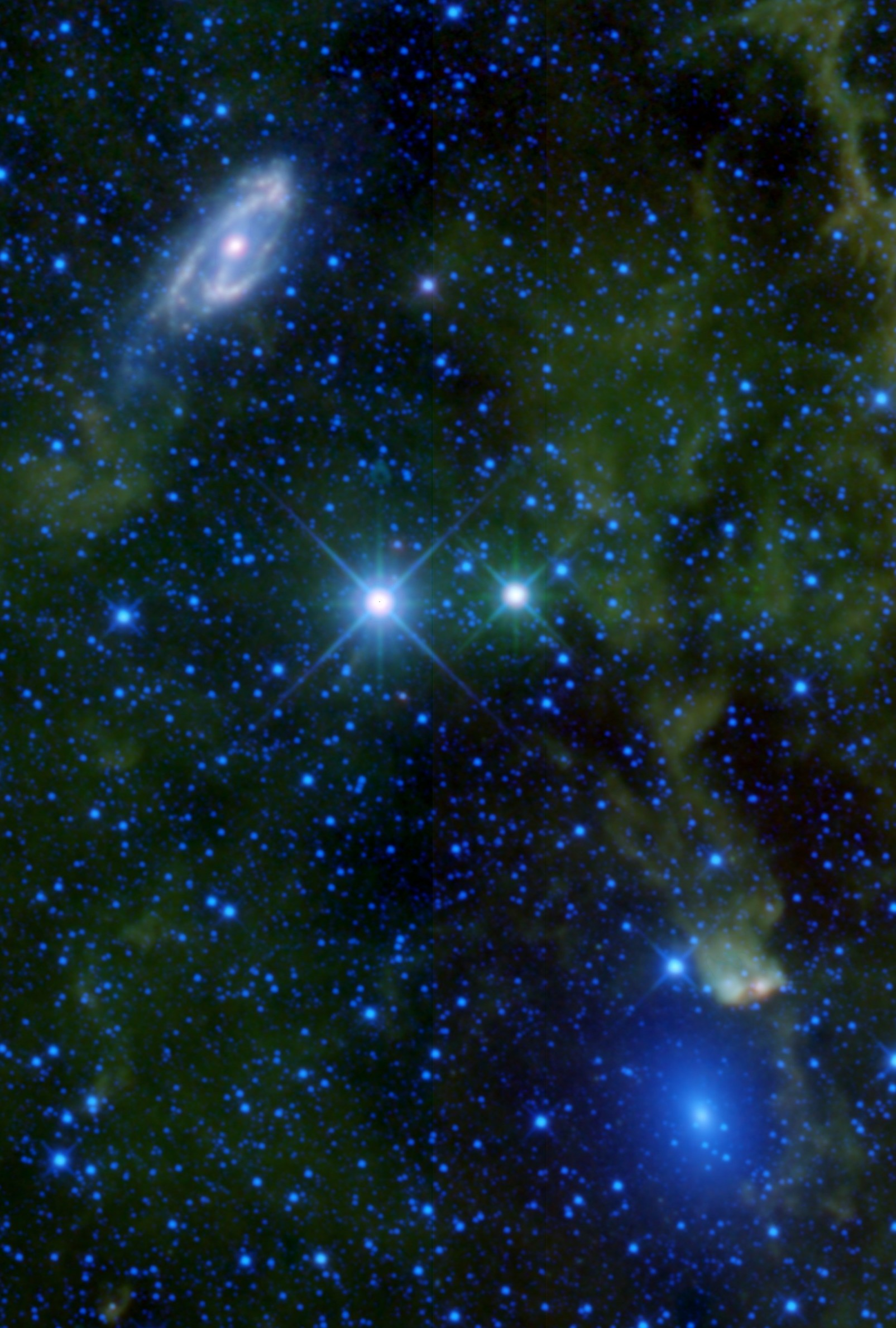
Maffei 1 ist die blaue elliptische Galaxie im unteren rechten Eck, Maffei 2 die Spiralgalaxie oben links.

Maffei 1 ist eine elliptische Riesengalaxie, klassifiziert als Typ E3 in der Hubble-Sequenz. Das bedeutet die Galaxie ist leicht abgeflacht, die kleine Halbachse hat 70 % der Länge der großen Halbachse. Maffei 1 besitzt auch leichte Kastenform (Typ E(b)3), während die Zentralregion (Radius von etwa 34 pc) in Bezug zum r1/4 Gesetz etwas lichtschwächer erscheint, was Maffei 1 zu einer elliptischen Kerntypgalaxie macht.
Beides, sowohl die Kastenform wie auch der unterleuchtkräftige Kern der Galaxie, sind typisch für mittlere bis große Ellipsengalaxien.
Die scheinbare Ausdehnung von Maffei 1 hängt, bedingt durch die starke Extinktion durch die Milchstraße, stark von der Wellenlänge des Lichts ab. Im blauen Licht besitzt sie lediglich einen scheinbaren Durchmesser von ein bis zwei Bogenminuten, während im Nahinfraroten die große Achse immerhin 23 Bogenminuten erreicht, was in etwa dem dreiviertelten Durchmesser des Mondes entspricht. Bei einer Entfernung von 3 Mpc entspricht dies einem absoluten Wert von näherungsweise 23 kpc. Die absolute visuelle Leuchtkraft von MV=−20,8m entspricht in etwa derjenigen der Milchstraße.

### Kern
Maffei 1 besitzt einen kleinen, blauen, inneren Nucleus mit einem Durchmesser von etwa 1,2 pc. Dieser enthält ungefähr 29 M☉ ionisierten Wasserstoffgases. Dies impliziert eine erst kürzlich stattgefundene Sternentstehungsphase. Allerdings existieren keine Anzeichen eines aktiven galaktischen Kerns im Zentrum von Maffei 1. Die Röntgenstrahlung des Kerns ist ausgedehnt und rührt wahrscheinlich von mehreren stellaren Quellen her.

### Sterne und Sternhaufen
Maffei 1 besteht hauptsächlich aus alten metallreichen Sternen mit einem Alter von mehr als 10 Milliarden Jahren. Als große elliptische Galaxie besitzt Maffei 1 höchstwahrscheinlich eine große Menge an Kugelsternhaufen (geschätzt etwa 1100), durch die starke Extinktion konnten bisher jedoch kein einziger mit erdgebundenen Teleskopen nachgewiesen werden.
Mit dem Hubble Space Telescope konnten im Jahr 2000 immerhin 20 Kandidaten für Kugelsternhaufen um die Zentralregion herum ausgemacht werden.
Spätere Infrarot-Beobachtungen von bodengebundenen Teleskopen fanden ebenso eine Population von hellen Kugelsternhaufenkandidaten.

## Gruppenzugehörigkeit
Maffei 1 ist eines der dominierenden Mitglieder einer uns nahen Galaxiengruppe. Die anderen bestimmenden Gruppenmitglieder sind große Spiralgalaxien wie IC 342 und Maffei 2. Maffei 1 selbst besitzt auch noch etliche Satellitengalaxien wie die kleinere Spiralgalaxie Dwingeloo 1 sowie eine größere Anzahl an anderen Zwerggalaxien wie MB 1. Die Maffei-Gruppe ist eine der unserer Milchstraße am nächsten gelegenen Galaxiengruppen.
Maffei 1 bildet dabei mit seinen Satelliten eine Untergruppe zur Maffei-Gruppe, die Maffei-1-Untergruppe.

## Galerie

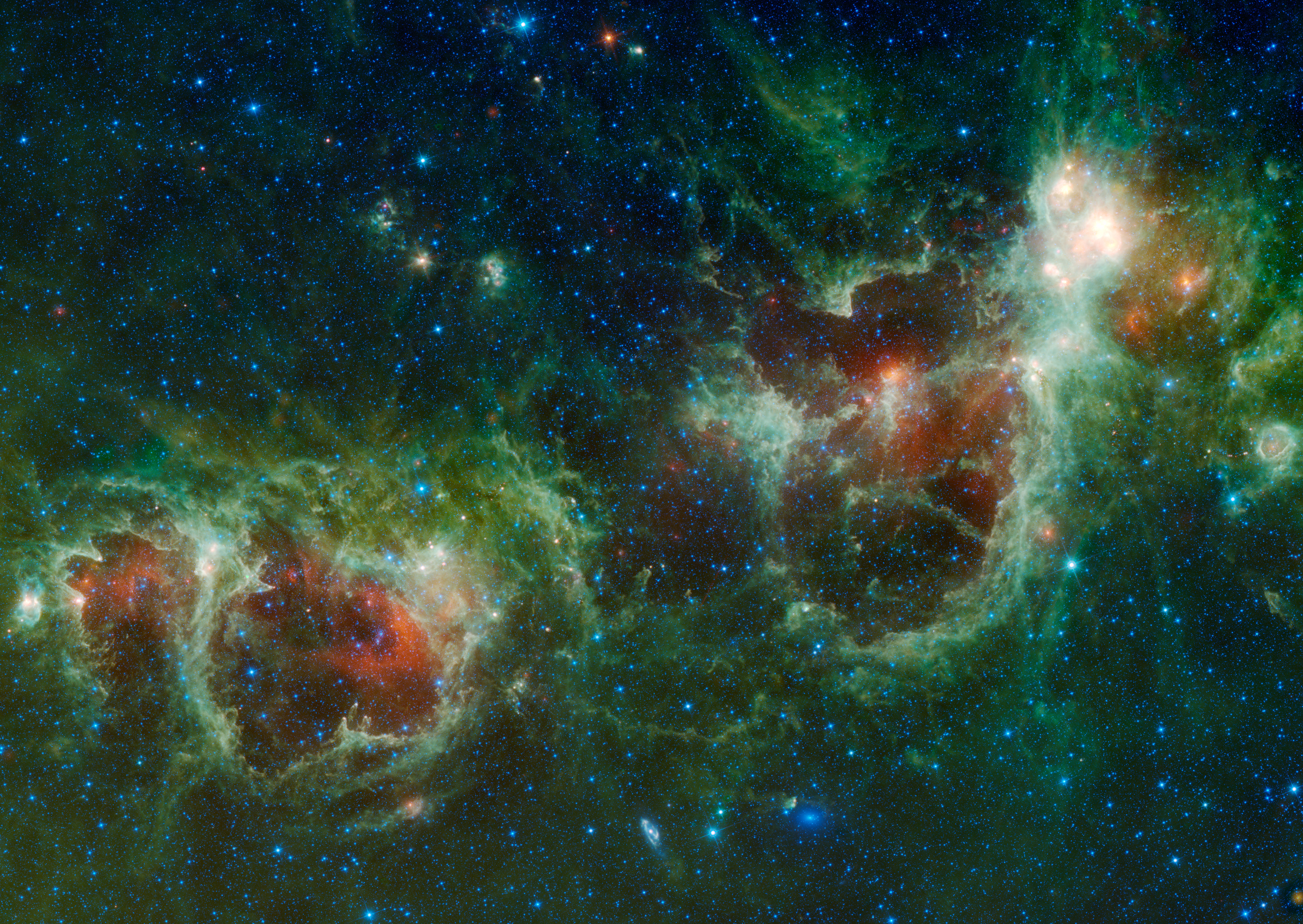
Die Herz- und Seelennebel. Darunter die hier kleine blaue Ellipse unter dem Herznebel am Rand des Bildes ist Maffei 1.
Das Gesamtbild mit Maffei 1 und Maffei 2.